# Potůčky (nádraží)
Potůčky je dopravna D3 ve stejnojmenné obci v okrese Karlovy Vary. Leží v km 45,828 neelektrizované jednokolejné trati Karlovy Vary – Johanngeorgenstadt mezi zastávkou Potůčky zastávka a státní hranicí s Německem (železniční stanicí Johanngeorgenstadt).

## Historie
Stavbu úseku železniční trati mezi Nejdkem a Horní Blatnou budovaly firmy E. Czeczowitczka a A. Weiner z Brna a úsek byl dokončen 28. listopadu 1898. Úsek z Breitenbachu (Potůčky) byl dokončen 1. dubna a celá trať byla uvedena do provozu 15. května 1899 včetně stanice Potůčky, tehdy pod názvem Breitenbach. Provoz zajišťovaly Rakouské státní dráhy (kkStB). V roce 1947 byla přerušena přeshraniční doprava, ale trať zůstala zachována a udržována v provozuschopném stavu. Provoz na celé trati Karlovy Vary – Johanngeorgenstadt byl obnoven 29. června 1991 včetně nákladní dopravy. Od roku 1998 je provozována pravidelně jen osobní doprava.
Od stanice vede naučná stezka Potůčky – Gebirgslehrpfad Potůčky.

## Popis
Ve dopravně je u budovy kusá manipulační kolej č. 3, následují dopravní koleje č. 1 (užitečná délka 115 m) a č. 2 (151 m). Všechny výhybky se přestavují ručně.
Cestujícím slouží dvě úrovňová jednostranná nástupiště s hranami Tischer, která jsou dlouhá 92 m (kolej č. 1), resp. 79 m (kolej č. 2) a mají nástupní hrany ve výšce 200 mm nad temenem kolejnice. Přístup na nástupiště je úrovňovým přechodem přes koleje.
V roce 2020 bylo v dopravně aktivováno zabezpečovací zařízení řídicího systému REMOTE 98, které je dálkově ovládáno z železniční stanice Karlovy Vary. Dopravna je na zhlaví směr Pernink osazena skupinovým krycím návěstidlem SkP, které kryje přilehlý prostorový oddíl (může návěstit „Stůj“ nebo „Volno“). Dopravna je vybavena funkcionalitou VNPN, která při nedovoleném vyjetí vozidel z dopravny zaúčinkuje na vozidel pomocí přenosu TRS. Ve směru z tratě je dopravna kryta lichoběžníkovými tabulkami. Přímo v dopravně se v km 45,800 nachází tabulka s křížem, která je předvěstí vjezdového návěstidla stanice Johanngeorgenstadt.
Na parninkském zhlaví dopravny se v km 45,755 nachází přejezd P204, kde trať kříží účelová komunikace. Přejezd je zabezpečen pomocí výstražných křížů.

### Staniční budovy
V dopravně Potůčky je v km 46,828 umístěna výpravní budova. Je to typizovaná budova železniční společnosti Rakouských státních drah. Výpravní budova je zděná tříosá přízemní stavba orientovaná štítovou stranou do kolejiště s přízemním křídlem, před kterým je otevřené kryté nástupiště. Budova má sedlovou střechu, ve štítech jsou dvě obdélná okna. Pokladní přepážka byla uzavřena  9. prosince 2018
Ve stanici bylo skladiště s rampou a strážní domek č. 10 (čp. 45).

## Galerie

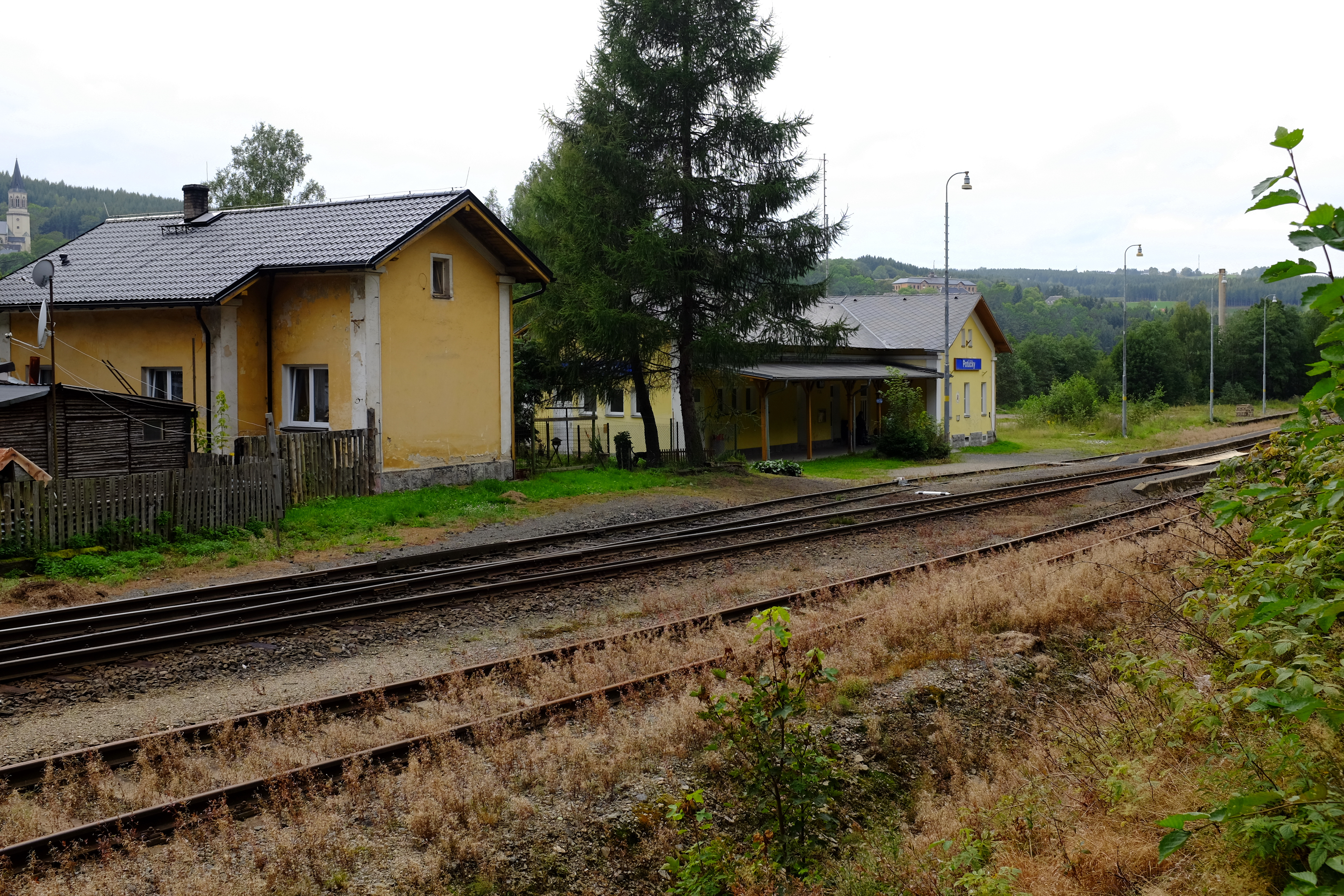
Strážní domek a výpravní budova
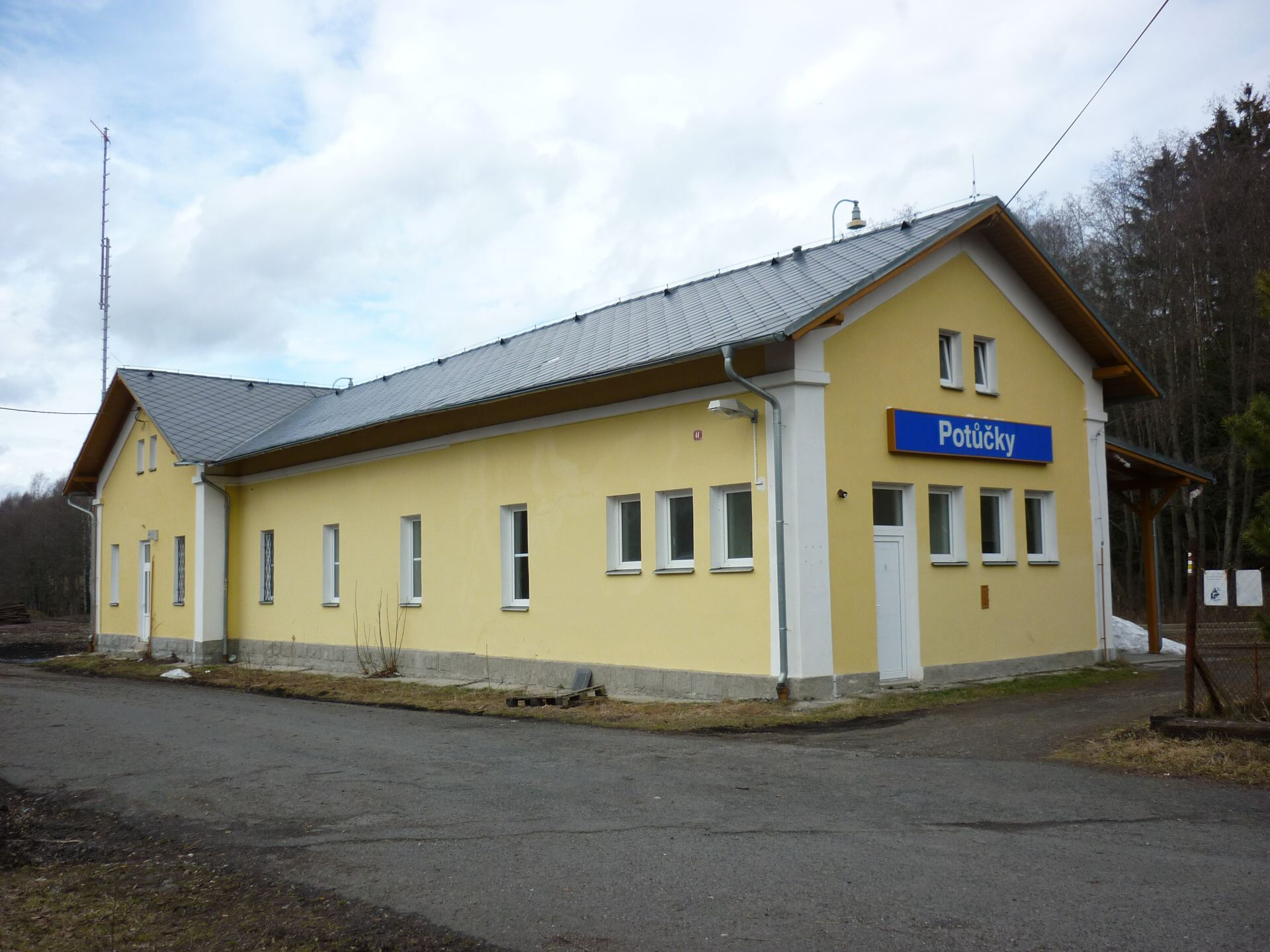
Výpravní budova, pohled z ulice
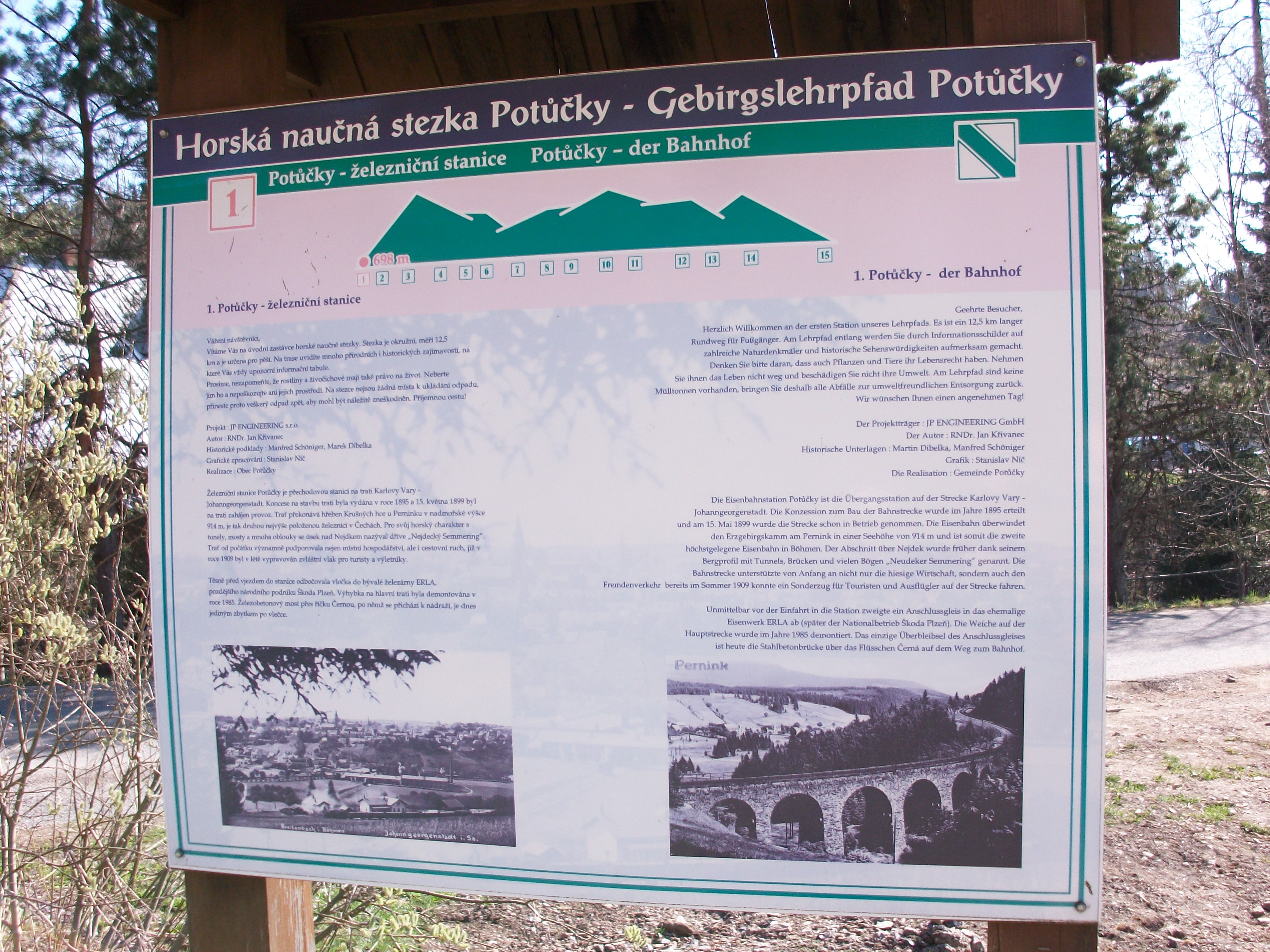
Informační tabule naučné stezky